# Hornan
Hornan är ett naturreservat i Älvdalens kommun i Dalarnas län.
Området är naturskyddat sedan 2013 och är 118 hektar stort. Reservatet består främst av gammal granskog med gammal tallskog i norra delen.